# Helymaeus
Helymaeus is een kevergeslacht uit de familie van de boktorren (Cerambycidae). De wetenschappelijke naam van het geslacht werd voor het eerst geldig gepubliceerd in 1864 door Thomson.

## Soorten
Helymaeus omvat de volgende soorten:
- Helymaeus amabilis (Péringuey, 1892)
- Helymaeus adlbaueri Juhel & Bentanachs, 2009
- Helymaeus argyrothorax (Fairmaire, 1884)
- Helymaeus glabripennis Fåhraeus, 1872
- Helymaeus notaticollis (Perroud, 1855)
- Helymaeus pedestris Pascoe, 1878
- Helymaeus pretiosus (Fairmaire, 1887)
- Helymaeus signaticollis Pascoe, 1878
- Helymaeus testaceiventris (Fairmaire, 1882)
- Helymaeus togonicus Schmidt, 1922
- Helymaeus tricolor (Guérin-Méneville, 1840)